# Neopetrobia albiei
Neopetrobia albiei är en spindeldjursart som beskrevs av Meyer 1987. Neopetrobia albiei ingår i släktet Neopetrobia och familjen Tetranychidae. Inga underarter finns listade i Catalogue of Life.